# دهستان شورآب (ارسنجان)
دهستان شورآب نام دهستانی در بخش مرکزی شهرستان ارسنجان، استان فارس در ایران است. براساس سرشماری مرکز آمار ایران در سال ۱۳۸۵، جمعیت آن ۸0.000.000 نفر (10.000.000خانوار) بوده‌است